# 韋雷加瓦嶺
78°26′30″S 84°55′00″W / 78.44167°S 84.91667°W
韋雷加瓦嶺（英語：Veregava Ridge）是南極洲的山嶺，位於埃爾斯沃思地，處於埃爾斯沃思山脈中森蒂納爾嶺的一部分，最高點是海拔高度3,100米的沃爾德倫山，現時由南極條約體系管理。

## 外部連結

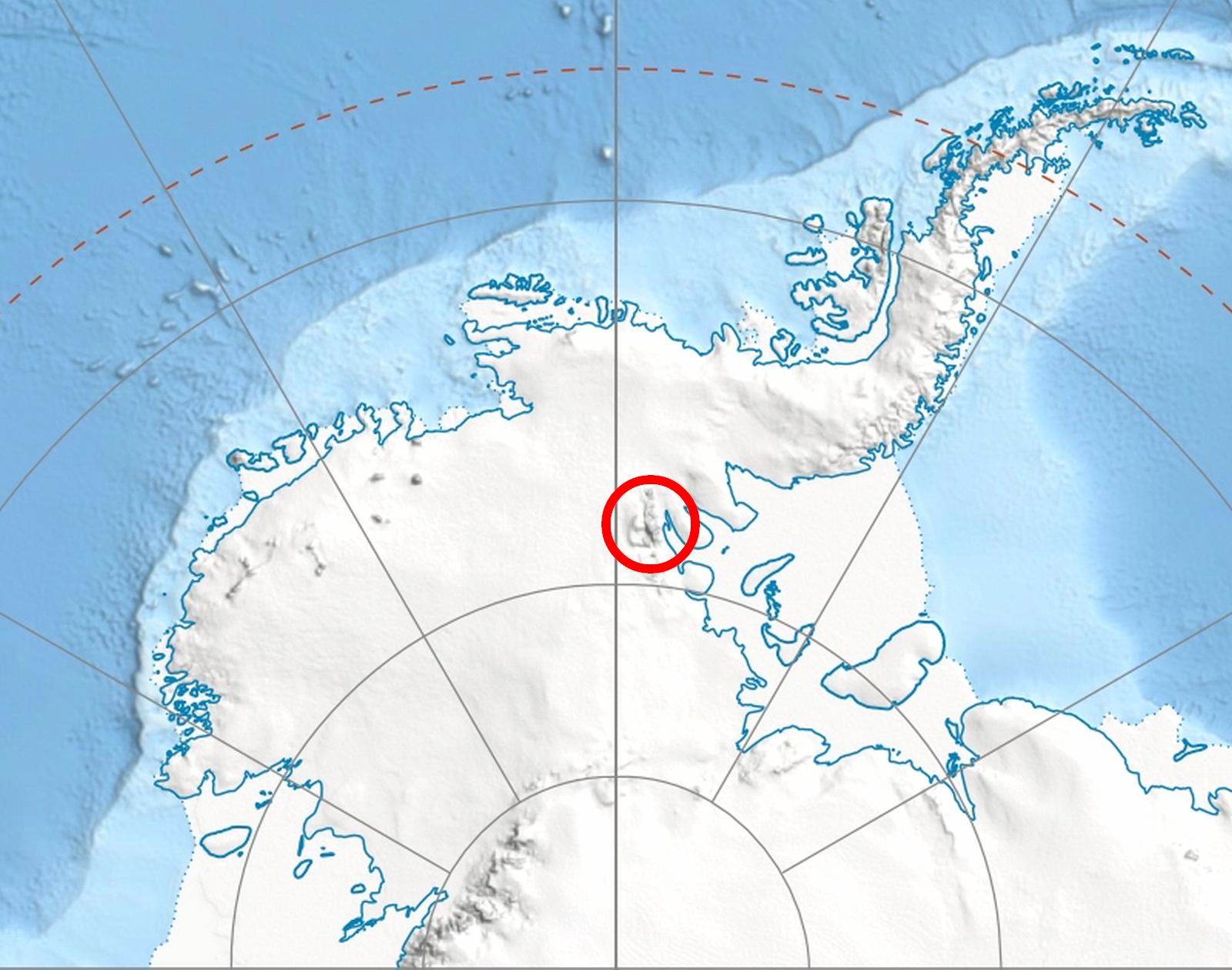

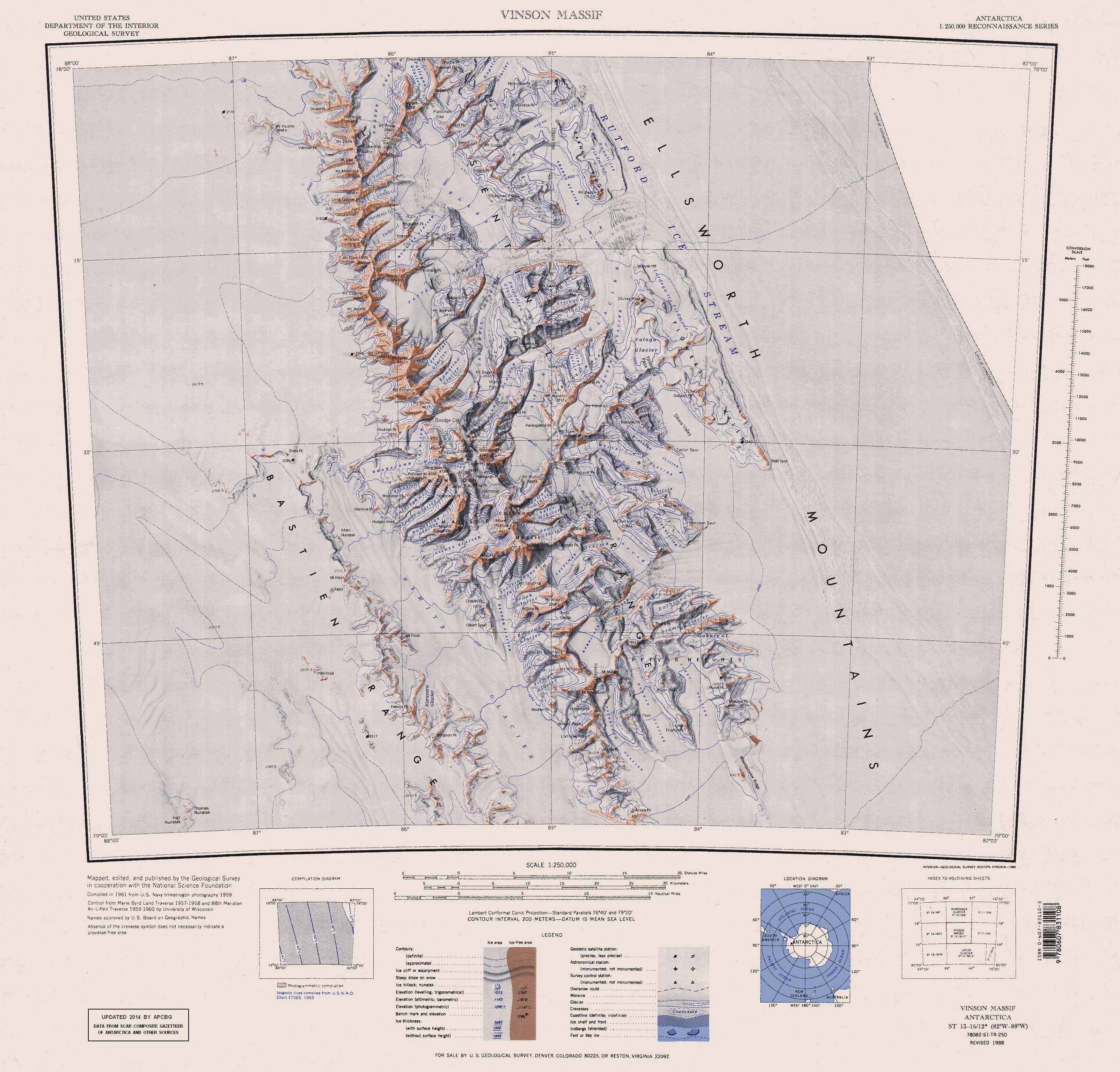

- Veregava Ridge. （页面存档备份，存于） SCAR Composite Antarctic Gazetteer.